# Интерстициальные заболевания лёгких
Интерстициальные заболевания легких (ИЗЛ) — преимущественно хронические заболевания лёгочной ткани, проявляющиеся воспалением и нарушением структуры альвеолярных стенок, эндотелия лёгочных капилляров, перивазальных и перилимфатических тканей (см. альвеолит). Характерным симптомом интерстициальных заболеваний лёгких является одышка, являющаяся отражением лёгочной недостаточности.
Большинство интерстициальных заболеваний лёгких приводят к пневмофиброзу. В настоящее время термин «пневмофиброз» не является синонимом ИЗЛ, однако всё ещё употребляется в этом значении. Для обозначения фиброзирующих ИЗЛ с невыясненной первопричиной используется словосочетание «идиопатический пневмофиброз».

## Классификация

Строение альвеолы

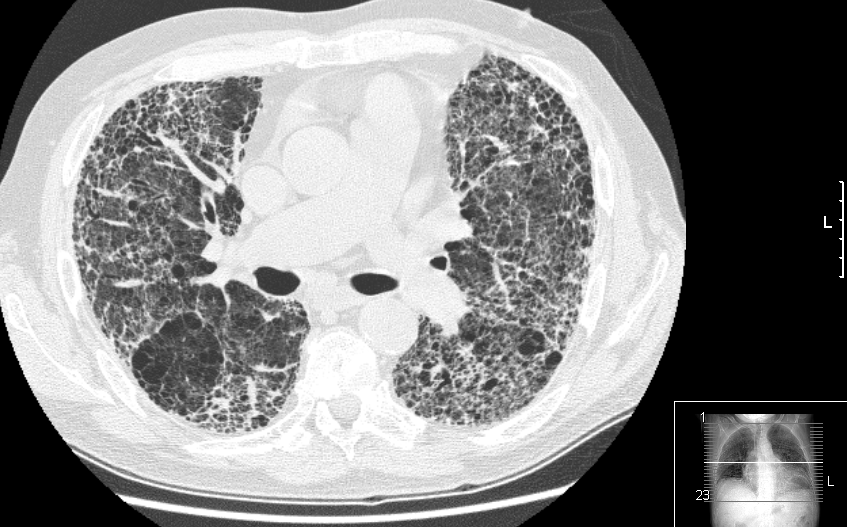
КТВР, демонстрирующая признаки пневмофиброза — обычная интерстициальная пневмония (Usual interstitial pneumonia).

Интерстициальные заболевания лёгких могут классифицироваться по этиологическому признаку.
1. Вдыхание различных веществ из окружающей атмосферы
  - Неорганические вещества
    - Силикоз
    - Асбестоз
    - Бериллиоз

  - Органические вещества
    - Гиперсенситивный пневмонит или экзогенный аллергический альвеолит
2. Реакция на лекарственные препараты
  - Антибиотики
  - Препараты для химиотерапии
  - Антиаритмические препараты
3. Системные заболевания соединительной ткани
  - Склеродермия
  - Системная красная волчанка
  - Ревматоидный артрит
  - Дерматомиозит
4. Инфекции
  - Атипичная пневмония
  - COVID-19
  - Пневмоцистная пневмония
  - Туберкулёз
5. Идиопатические
  - Саркоидоз
  - Идиопатический пневмофиброз
  - Гистиоцитоз X
  - Альвеолярный протеиноз
  - Идиопатические интерстициальные альвеолиты — острый интерстициальный альвеолит (острая интерстициальная пневмония[2], синдром Хаммана-Рича) и др.
6. Злокачественные опухоли
  - Лимфангитный карциноматоз
7. Ассоциированные ИЗЛ
  - ИЗЛ, ассоциированные с заболеваниями печени: хронический активный гепатит, первичный билиарный цирроз печени
  - ИЗЛ, ассоциированные с легочными васкулитами (гранулёматоз Вегенера, лимфоматоидный гранулёматоз, системный некротизирующий васкулит, гиперсенситивный васкулит)
  - ИЗЛ, ассоциированные с реакцией «трансплантат против хозяина»

## Диагностика
Диагностика ИЗЛ основана на клинической картине, рентгенологических исследованиях (рентгенография органов грудной клетки и КТВР), функциональных лёгочных тестах и лабораторных данных. В случае сомнений в диагнозе производится фибробронхоскопия и/или биопсия лёгкого.